# Glen Ridge (Florida)
Glen Ridge è un comune degli Stati Uniti d'America, situato in Florida, nella Contea di Palm Beach.